# 1927 w polityce

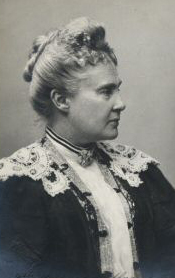
Maria Teresa Habsburg

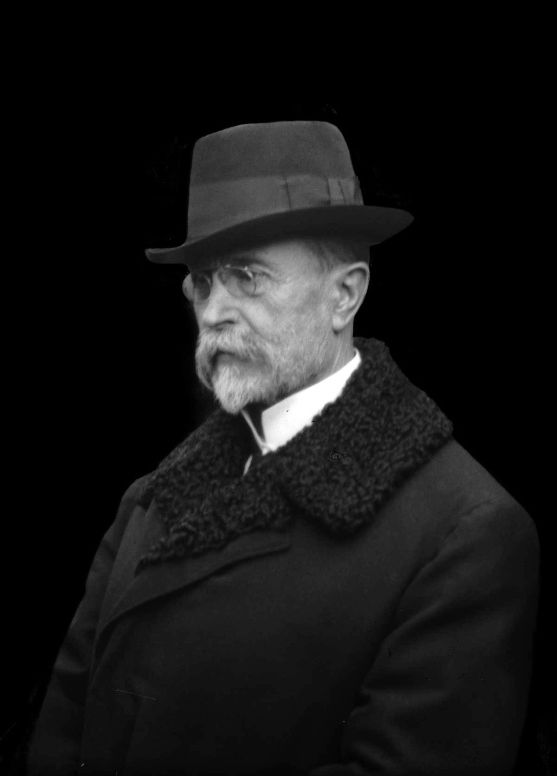
Tomáš Garrigue Masaryk

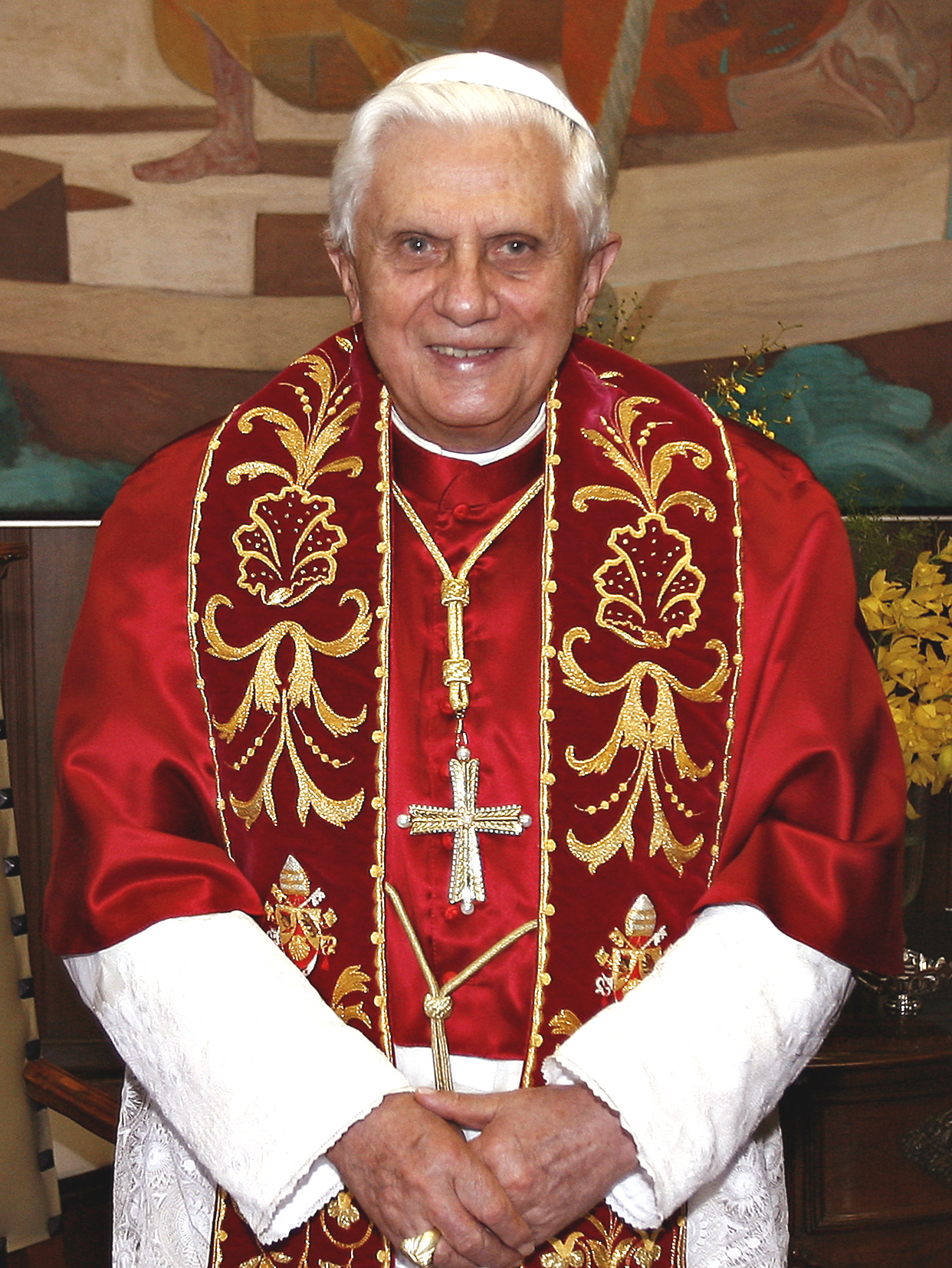
Benedykt XVI

Wydarzenia polityczne w 1927 roku.

## Styczeń
- 1 stycznia – rząd kuomintangowski przeniósł się z Kantonu do Nankinu, pomimo sprzeciwu części dowództwa Armii Narodowo-Rewolucyjnej, podległej formalnie jej kierownictwu[1].
- 31 stycznia – zakończyła swoją działalność Wojskowa Komisja Nadzoru nad Niemcami[1].

## Luty
- 26 lutego – Mazurek Dąbrowskiego został oficjalnie uznany za hymn narodowy Polski[2].

## Marzec
- 8 marca – urodził się Stanisław Kania, I sekretarz Komitetu Centralnego Polskiej Zjednoczonej Partii Robotniczej[3].
- 21 marca – urodził się Hans-Dietrich Genscher, niemiecki polityk, minister spraw zagranicznych[4].
- W Chinach wojsko Czang Kaj-szeka stłumiło masowe wystąpienie robotnicze[1].

## Kwiecień
- 8 kwietnia – Gustavs Zemgals został prezydentem Łotwy[5].
- 16 kwietnia – urodził się Joseph Ratzinger, od 2005 do 2013 papież Benedykt XVI[6].

## Maj
- 24 maja – Tomáš Garrigue Masaryk[7] po raz trzeci został prezydentem Czechosłowacji.
- 27 maja – urodziła się Zofia Bartoszewska, działaczka opozycji w PRL[8].

## Czerwiec
- 7 czerwca – zmarł Edmund James Flynn, polityk kanadyjski[9].
- 14 czerwca – rządy Stanów Zjednoczonych i Nikaragui zawarły układ o wzajemnej pomocy gospodarczej i wojskowej[1].

## Lipiec
- 20 lipca – zmarł król Rumunii Ferdynand I. Nowym monarchą został jego wnuk, sześcioletni Michał I. Rzeczywistą władzę sprawowała Rada Regencyjna[1].

## Wrzesień
- Prezydent Turcji Mustafa Kemal Pasza wprowadził jednopartyjny system rządów. Jedyną legalną partią polityczną stała się Republikańska Partia Ludowa[1].

## Październik
- 1 października – Związek Radziecki i Persja podpisały pakt o nieagresji[1].
- 8 października – zmarła Maria Teresa Habsburg, arcyksiężniczka austriacka[10].

## Grudzień
- 10 grudnia – Pokojową Nagrodę Nobla otrzymali Ferdinand Buisson i Ludwig Quidde[1].
- 11 grudnia – w Kantonie komuniści próbowali przejął władzę, wzniecając powstanie przeciwko rządowi. Zamach został krwawo stłumiony[1].
- Polska bezskutecznie próbowała znormalizować stosunki polityczne z Litwą[11].